# Cục Hóa chất (Việt Nam)
Cục Hóa chất (tiếng Anh: Vietnam Chemicals Agency, viết tắt là VINACHEMIA) là cơ quan trực thuộc Bộ Công Thương, thực hiện chức năng tham mưu, giúp Bộ trưởng Bộ Công Thương quản lý nhà nước và tổ chức thực thi pháp luật đối với hoạt động hóa chất; tổ chức, quản lý hoạt động sự nghiệp dịch vụ công thuộc lĩnh vực, phạm vi quản lý của Cục theo quy định của pháp luật và phân cấp, ủy quyền của Bộ trưởng.
Cục Hóa chất thành lập ngày 2/1/2009, theo Quyết định số 01/QĐ-TTg của Thủ tướng Chính phủ.
Chức năng, nhiệm vụ, quyền hạn và cơ cấu tổ chức của Cục Hóa chất được quy định tại Quyết định 3828/QĐ-BCT ngày 3/10/2017 của Bộ trưởng Bộ Công Thương.

## Nhiệm vụ và quyền hạn
Theo Điều 2, Quyết định 2631/QĐ-BCT ngày 02/12/2022 của Bộ trưởng Bộ Công Thương, Cục Hóa chất có các nhiệm vụ, quyền hạn chính:
- Xây dựng để Bộ trưởng Bộ Công Thương phê duyệt, ban hành hoặc trình cấp có thẩm quyền quyết định, ban hành các văn bản quy phạm pháp luật, chiến lược, quy hoạch, kế hoạch, đề án, chương trình, cơ chế, chính sách, quy định,... thuộc phạm vi quản lý của Cục.
- Thực hiện chức năng quản lý nhà nước về đầu tư xây dựng các dự án, công trình xây dựng (xây dựng mới, cải tạo, sửa chữa) chuyên ngành hóa chất (nhà máy, phân xưởng, kho chứa, trạm chiết nạp) theo quy định của pháp luật, bao gồm: hóa chất cơ bản, hóa dầu, hóa dược, hóa mỹ phẩm, phân bón, hóa chất bảo vệ thực vật, điện hóa, khí công nghiệp, cao su, sơn, mực in, vật liệu nổ, tiền chất thuốc nổ, sản phẩm hóa chất khác và sản phẩm từ hóa chất trong lĩnh vực công nghiệp.
- Chủ trì, phối hợp với các cơ quan, đơn vị có liên quan tổ chức thẩm định, trình Lãnh đạo Bộ phê duyệt Kế hoạch phòng ngừa, ứng phó sự cố hóa chất. Theo dõi, chỉ đạo và hướng dẫn thực hiện các quy định về Biện pháp phòng ngừa, ứng phó sự cố hóa chất; Kế hoạch phòng ngừa, ứng phó sự cố hóa chất của các địa phương.
- Chủ trì, phối hợp với Cục Kỹ thuật an toàn và Môi trường công nghiệp thực hiện trách nhiệm của Bộ Công Thương quy định tại Quy chế hoạt động ứng phó sự cố hóa chất độc ban hành theo Quyết định của Thủ tướng Chính phủ.
- Chủ trì tổ chức thực hiện, phối hợp, tham gia hướng dẫn và kiểm tra việc thực hiện các văn bản quy phạm pháp luật, chiến lược, chính sách, kế hoạch, đề án, dự án, chương trình phát triển công nghiệp hóa chất và các quy định về hoạt động hóa chất trong lĩnh vực Công nghiệp thuộc phạm vi quản lý của Bộ Công Thương; tuyên truyền, phổ biến, giáo dục pháp luật về hoạt động hóa chất.
- Chủ trì, phối hợp, hướng dẫn phân loại, ghi nhãn hóa chất nguy hiểm; khai báo hóa chất thông tin an toàn hóa chất; đăng ký hoá chất mới.
- Cấp, thu hồi các loại giấy phép, giấy chứng nhận theo quy định của pháp luật: Giấy phép xuất khẩu, nhập khẩu tiền chất trong lĩnh vực công nghiệp; giấy phép sản xuất, kinh doanh hóa chất thuộc danh mục hóa chất hạn chế sản xuất, kinh doanh; giấy phép kinh doanh, xuất khẩu, nhập khẩu tiền chất thuốc nổ; giấy phép xuất khẩu, nhập khẩu vật liệu nổ công nghiệp. Theo dõi, chỉ đạo và hướng dẫn thực hiện các quy định quản lý hóa chất hạn chế sản xuất, kinh doanh, hóa chất nguy hiểm sử dụng trong công nghiệp, tiền chất công nghiệp, tiền chất thuốc nổ, vật liệu nổ công nghiệp.
- Thực hiện thanh tra chuyên ngành về hoạt động hóa chất thuộc phạm vi quản lý nhà nước của Bộ theo quy định của pháp luật. Kiểm tra và xử lý theo thẩm quyền các hành vi vi phạm pháp luật trong hoạt động hóa chất, xuất khẩu, nhập khẩu vật liệu nổ công nghiệp, tiền chất thuốc nổ; hóa chất sử dụng trong các sản phẩm công nghiệp, tiêu dùng; giải quyết khiếu nại, tố cáo liên quan đến hoạt động hóa chất, kinh doanh, xuất khẩu, nhập khẩu tiền chất thuốc nổ và vật liệu nổ công nghiệp; hóa chất sử dụng trong các sản phẩm công nghiệp, tiêu dùng.
- Tổ chức xây dựng, quản lý hệ thống phòng thí nghiệm đánh giá hóa chất mới tại Việt Nam.
- Thường trực Ban Chỉ đạo Phòng, chống HIV/AIDS, ma túy, mại dâm của Bộ; thường trực Tổ công tác liên ngành thực hiện Công ước cấm vũ khí hóa học và đầu mối của Bộ về các Công ước quốc tế liên quan đến hóa chất mà Việt Nam tham gia.
- Chủ trì, phối hợp xây dựng đề án, chương trình, dự án, đề tài phục vụ công tác quản lý và phát triển ngành, tổ chức nghiên cứu xây dựng cơ chế, chính sách và ứng dụng tiến bộ khoa học công nghệ trong lĩnh vực hóa chất theo phân công của Bộ.
- Thực hiện các nhiệm vụ khác do Bộ trưởng giao.

## Lãnh đạo Cục[3]
- Cục trưởng: Phùng Mạnh Ngọc
- Phó Cục trưởng:

1. Hoàng Quốc Lâm
2. Lưu Hoàng Ngọc[4]
3. Phạm Huy Nam Sơn

## Cơ cấu tổ chức
(Theo Điều 3, Quyết định 3828/QĐ-BCT ngày 3/10/2017 của Bộ trưởng Bộ Công Thương)

### Các phòng giúp việc Cục trưởng
- Văn phòng Cục
- Phòng Phát triển công nghiệp hóa chất
- Phòng Quản lý hóa chất

### Đơn vị sự nghiệp
- Trung tâm Ứng phó sự cố và An toàn hóa chất